# Pieter Gerbrands
Pieter Gerbrands, Jr. (Amsterdam, 27 april 1909 – aldaar, 11 november 1962) was een Nederlandse langeafstandsloper. Hij werd tweemaal Nederlands kampioen op de 10.000 m en vestigde een nationaal record op de 3000 m. Hij nam eenmaal deel aan de Olympische Spelen, maar won hierbij geen medailles.

## Loopbaan
In 1928 maakte Gerbrands deel uit van de relatief grote Nederlandse afvaardiging naar de Olympische Spelen in Amsterdam. Daar kwam hij uit op de 5000 m, maar plaatste zich hierbij niet voor de finale. Ook de andere Nederlanders Arie Klaase en Nol Wolf werden in de series uitgeschakeld.
Gerbrands was aangesloten bij AVAC in Amsterdam.

## Nederlandse kampioenschappen
| onderdeel | jaar       |
| --------- | ---------- |
| 10.000 m  | 1928, 1929 |

## Persoonlijke records
| Onderdeel | Prestatie      | Datum       | Plaats  |
| --------- | -------------- | ----------- | ------- |
| 3000 m    | 9.04,2 (ex-NR) | 13 mei 1928 | Haarlem |
| 5000 m    | 15.39,4        | 1928        |         |

## Palmares

### 10.000 m
- 1928:  NK - 34.26,4
- 1929:  NK - 38.43,6